# Советское футбольное дерби
Советское футбольное дерби — противостояние сильнейших и самых титулованных советских футбольных клубов — «Спартак» (Москва) и «Динамо» (Киев).
Киевское «Динамо» являлось наиболее успешным клубом в чемпионате СССР, завоевав 13 титулов, а «Спартак» — 12. Тем не менее, москвичи имеют лучшие результаты в дерби против украинской команды. «Спартак» одержал 52 победы и потерпел 47 поражений во всех турнирах.
Соперничество достигло высшей точки в 1976 году, когда «Динамо» обыграло «Спартак» и выбило «красно-белых» из высшей лиги СССР.

## История
Команды начали встречаться с 1936 года, когда был создан единый чемпионат СССР и обе команды попали в высший дивизион. Первый матч состоялся 6 июня 1936 года и завершился со счётом 3:1 в пользу москвичей. Автором исторического первого гола в дерби стал «спартаковец» Георгий Глазков.
Однако фактическое начало противостояния киевского «Динамо» со «Спартаком» относят[кто?] к 1976 году. В осеннем чемпионате этого года «спартаковцы» за тур до финиша находились на грани вылета. И в последнем туре у москвичей был поединок с командой Лобановского. На «Динамо» со всех сторон оказывалось давление — если оно «сдавало» игру, «красно-белые» оставались. Но Лобановский пошёл на принцип: киевляне победили 3:1 и отправили «народную команду» в первую лигу.
Через год «Спартак», уже во главе с Константином Бесковым, вернулся в элиту. 1978 год ушёл на адаптацию и провал в матчах дерби (0:3 и 0:2), а в следующем сезоне москвичи выстрелили. В двух суперпринципиальный матчах «Спартак» победил «Динамо», стал чемпионом, в то время как киевляне довольствовались бронзой.
Следующие два года прошли в споре за чемпионство этих двух клубов. 1982 году главная борьба шла между киевским и минским «Динамо», но «Спартак» вмешался и здесь: в последнем туре он «отдал» игру минчанам дома (3:4), и те стали первыми.
В 1983—1984 годах киевляне сдали позиции, и противостояние возобновилось в 1985 году. Фактически два гола новичка киевлян Игоря Беланова в весеннем матче со «Спартаком» и стали заявлением о возрождении «Динамо». А осенью киевляне выиграли и в Москве, чем фактически оформили чемпионство. Кроме того между этими играми у соперников был кубковый матч, достойный финала. Жребий свёл двух грандов в 1/8 финала Кубка СССР в единственном матче в Москве. Основное время закончилось 2:2, в дополнительное команды забили ещё по голу, а в серии пенальти были лучше москвичи — у них не забил только Шавло, а у киевлян — Яковенко и Яремчук.
Последнее «супердерби СССР» состоялось 26 июля 1991 года и закончилось домашним поражением «Динамо» — 2:3. После этого команды могли встретиться только в матчах еврокубков, или на товарищеских турнирах.
Впервые после распада СССР соперники встретились в Лиге чемпионов 1994/1995. Матч, состоявшийся 14 сентября 1994 года в Киеве, был очень зрелищный: после первого тайма москвичи вели со счётом 2:0 (отличились Николай Писарев и Андрей Тихонов). Однако во второй половине встречи дубль Виктора Леоненко и мяч Сергея Реброва за четыре минуты до финального свистка принесли киевлянам победу со счётом 3:2. Так «Спартак» и «Динамо» начали свой турнирный путь в Лиге того сезона. Эта победа стала для киевлян единственной, и они заняли в группе последнее место. Ответный матч проходил на «Лужниках» и состоялся 23 ноября. Тогда москвичам удалось одержать победу: гол Мухсина Мухамадиева в начале второго тайма стал единственным в матче. «Спартак» также выиграл в этой группе только раз и дальше пройти не смог.
После этого матча между командами проходили во время ежегодного зимнего товарищеского турнира Кубка Содружества, причём во всех четырёх турнирах команды играли в финале (3 победы киевлян и 1 победа москвичей).
С 2002 года «Спартак» не получал титул чемпиона России и не проходил на Кубок Содружества, из-за чего новым местом встречи соперников стал другой зимний товарищеский турнир — Кубок Первого канала, который проходил с 2006 года в Израиле. На первых двух турнирах матча закончились вничью, но на последнем турнире киевляне устроили разгром «Спартака» (3:0, голы на счету Реброва, Корреа и Гусева). Этот матч стал первым для Юрия Сёмина в качестве главного тренера «Динамо». А по итогам турнира «динамовцы» стали его победителями.
В официальных же матчах «Динамо» и «Спартак» долгое время не встречались. Только летом 2008 года команды вновь были вынуждены сыграть в матчах Лиги чемпионов. Однако на этот раз борьбы не получилось — «бело-синие» выиграли оба матча со счётом 4:1 и прошли в следующий раунд соревнований.
В последний, на данный момент, раз команды встречались на товарищеском Объединенном турнире летом 2013 года, где киевляне также оба раза победили (1:0 и 2:1) и одержали победу на турнире.

### Футболисты, игравшие за оба клуба
| Игрок                | Дата рождения | Выступления за «Спартак» | Выступления за «Спартак» | Выступления за «Спартак» | Выступления за «Динамо» | Выступления за «Динамо» | Выступления за «Динамо» |
| Игрок                | Дата рождения | Годы                     | Матчи                    | Голы                     | Годы                    | Матчи                   | Голы                    |
| -------------------- | ------------- | ------------------------ | ------------------------ | ------------------------ | ----------------------- | ----------------------- | ----------------------- |
| Павел Корнилов       | 11.06.1912    | 1938—1941, 1942          | 72                       | 40                       | 1938                    | 13                      | 7                       |
| Борис Разинский      | 12.07.1933    | 1953, 1961               | 8                        | 0                        | 1962                    | 19                      | 0                       |
| Анатолий Сучков      | 05.11.1934    | 1958                     | 3                        | 0                        | 1959—1964               | 110                     | 0                       |
| Александр Прохоров   | 18.06.1946    | 1972—1975, 1977—1978     | 174                      | −163                     | 1970—1971, 1976         | 24                      | −25                     |
| Владислав Тернавский | 02.05.1969    | 1994                     | 29                       | 0                        | 1992                    | 1                       | 0                       |
| / Сергей Юран        | 11.06.1969    | 1995, 1999               | 32                       | 9                        | 1989—1991               | 39                      | 20                      |
| / Юрий Никифоров     | 16.09.1970    | 1993—1996                | 119                      | 23                       | 1989                    | 2                       | 0                       |
| Александр Филимонов  | 15.10.1973    | 1996—2001                | 210                      | −184                     | 2001                    | 10                      | −10                     |
| Владислав Ващук      | 02.01.1975    | 2003                     | 32                       | 1                        | 1993—2002, 2005—2008    | 357                     | 15                      |
| Максим Деменко       | 21.03.1976    | 2003                     | 24                       | 0                        | 1994                    | 13                      | 0                       |
| Огнен Вукоевич       | 20.12.1983    | 2013                     | 9                        | 0                        | 2008—2012, 2013—2014    | 218                     | 16                      |
| Роман Ерёменко       | 19.03.1987    | 2018                     | 7                        | 0                        | 2008—2011               | 127                     | 7                       |

Сортировка по дате рождения.

## Результаты
| Турнир              | Игр | «Спартак» | Ничья | «Динамо» |
| ------------------- | --- | --------- | ----- | -------- |
| Чемпионат СССР      | 102 | 41        | 27    | 34       |
| Кубок СССР          | 15  | 9         | 2     | 4        |
| Лига Чемпионов УЕФА | 4   | 1         | 0     | 3        |
| Товарищеские        | 10  | 1         | 3     | 6        |
| Всего               | 131 | 52        | 32    | 47       |

### Рекорды
Самая крупная победа «Спартака» : 5:1 — 1940; 4:0 — 1955, 1958.
Самая крупная победа «Динамо» : 4:1 — 1950, 1966, 1972, 2008 (дважды) 3:0 — 1968, 1978, 2008.
Наибольшее количество голов в одном матче : 7 (4:3) — 1957.

### Серии
Наибольшая победная серия «Спартака»
- с 12 июня 1941 по 23 июня 1946 — 5 побед подряд (4 в чемпионате и один в кубке).
- с 30 сентября 1951 по 16 апреля 1954 — 5 побед подряд (4 в чемпионате и один в кубке).
- с 20 сентября 1987 по 23 октября 1989 — 5 побед подряд в пяти матчах чемпионата.

Самая беспроигрышная серия «Спартака»
- с 18 октября 1937 по 15 августа 1950 — 14 побед и 9 ничьих в 18 матчах чемпионата и 5 матчах кубка.

Наибольшая победная серия «Динамо»
- с 22 августа 1975 по 15 октября 1978 — 6 побед подряд в 6 матчах чемпионата.

Самая беспроигрышная серия «Динамо»
- с 27 апреля 1964 по 12 октября 1968 — 9 побед и 5 ничьих в 14 матчах чемпионата и 4 матчах кубка.

### Список матчей
| Дата       | Турнир                 | Хозяева            | Гости              | Счёт         |
| 06.06.1936 | Чемпионат СССР         | «Динамо» (Киев)    | «Спартак» (Москва) | 1:3          |
| 18.10.1936 | Чемпионат СССР         | «Спартак» (Москва) | «Динамо» (Киев)    | 3:3          |
| 17.08.1937 | Чемпионат СССР         | «Спартак» (Москва) | «Динамо» (Киев)    | 1:2          |
| 18.10.1937 | Чемпионат СССР         | «Динамо» (Киев)    | «Спартак» (Москва) | 1:1          |
| 29.05.1938 | Чемпионат СССР         | «Спартак» (Москва) | «Динамо» (Киев)    | 1:1          |
| 12.07.1939 | Чемпионат СССР         | «Спартак» (Москва) | «Динамо» (Киев)    | 3:1          |
| 12.10.1939 | Чемпионат СССР         | «Динамо» (Киев)    | «Спартак» (Москва) | 2:2          |
| 11.07.1940 | Чемпионат СССР         | «Спартак» (Москва) | «Динамо» (Киев)    | 5:1          |
| 08.11.1940 | Чемпионат СССР         | «Динамо» (Киев)    | «Спартак» (Москва) | 2:2          |
| 12.06.1941 | Чемпионат СССР         | «Спартак» (Москва) | «Динамо» (Киев)    | 3:0          |
| 06.08.1944 | Кубок СССР. 1/8 финала | «Динамо» (Киев)    | «Спартак» (Москва) | 1:2          |
| 24.06.1945 | Чемпионат СССР         | «Динамо» (Киев)    | «Спартак» (Москва) | 1:2          |
| 29.08.1945 | Чемпионат СССР         | «Спартак» (Москва) | «Динамо» (Киев)    | 1:0          |
| 23.06.1946 | Чемпионат СССР         | «Динамо» (Киев)    | «Спартак» (Москва) | 1:2          |
| 18.07.1946 | Чемпионат СССР         | «Спартак» (Москва) | «Динамо» (Киев)    | 2:2          |
| 16.10.1946 | Кубок СССР.1/2 финала  | «Спартак» (Москва) | «Динамо» (Киев)    | 3:1          |
| 20.06.1947 | Чемпионат СССР         | «Спартак» (Москва) | «Динамо» (Киев)    | 0:0          |
| 10.07.1947 | Кубок СССР.1/4 финала  | «Спартак» (Москва) | «Динамо» (Киев)    | 2:0          |
| 19.09.1947 | Чемпионат СССР         | «Динамо» (Киев)    | «Спартак» (Москва) | 0:0          |
| 11.06.1948 | Чемпионат СССР         | «Динамо» (Киев)    | «Спартак» (Москва) | 0:2          |
| 08.09.1948 | Чемпионат СССР         | «Спартак» (Москва) | «Динамо» (Киев)    | 1:0          |
| 07.10.1948 | Кубок СССР.1/4 финала  | «Спартак» (Москва) | «Динамо» (Киев)    | 1:0          |
| 25.04.1949 | Чемпионат СССР         | «Динамо» (Киев)    | «Спартак» (Москва) | 0:0          |
| 26.07.1949 | Чемпионат СССР         | «Спартак» (Москва) | «Динамо» (Киев)    | 3:0          |
| 20.10.1949 | Кубок СССР.1/8 финала  | «Спартак» (Москва) | «Динамо» (Киев)    | 4:1          |
| 27.04.1950 | Чемпионат СССР         | «Динамо» (Киев)    | «Спартак» (Москва) | 0:0          |
| 15.08.1950 | Чемпионат СССР         | «Спартак» (Москва) | «Динамо» (Киев)    | 1:4          |
| 22.04.1951 | Чемпионат СССР         | «Динамо» (Киев)    | «Спартак» (Москва) | 1:0          |
| 06.07.1951 | Чемпионат СССР         | «Спартак» (Москва) | «Динамо» (Киев)    | 0:0          |
| 30.09.1951 | Кубок СССР.1/8 финала  | «Спартак» (Москва) | «Динамо» (Киев)    | 1:0          |
| 11.08.1952 | Чемпионат СССР         | «Спартак» (Москва) | «Динамо» (Киев)    | 4:1          |
| 22.05.1953 | Чемпионат СССР         | «Спартак» (Москва) | «Динамо» (Киев)    | 3:1          |
| 30.07.1953 | Чемпионат СССР         | «Динамо» (Киев)    | «Спартак» (Москва) | 0:2          |
| 16.04.1954 | Чемпионат СССР         | «Динамо» (Киев)    | «Спартак» (Москва) | 2:4          |
| 30.09.1954 | Чемпионат СССР         | «Спартак» (Москва) | «Динамо» (Киев)    | 1:1          |
| 03.10.1954 | Кубок СССР.1/8 финала  | «Спартак» (Москва) | «Динамо» (Киев)    | 1:3          |
| 10.04.1955 | Чемпионат СССР         | «Динамо» (Киев)    | «Спартак» (Москва) | 0:0          |
| 26.08.1955 | Чемпионат СССР         | «Спартак» (Москва) | «Динамо» (Киев)    | 4:0          |
| 25.04.1956 | Чемпионат СССР         | «Динамо» (Киев)    | «Спартак» (Москва) | 1:1          |
| 14.10.1956 | Чемпионат СССР         | «Спартак» (Москва) | «Динамо» (Киев)    | 4:3          |
| 21.04.1957 | Чемпионат СССР         | «Динамо» (Киев)    | «Спартак» (Москва) | 2:1          |
| 05.12.1957 | Чемпионат СССР         | «Спартак» (Москва) | «Динамо» (Киев)    | 3:21         |
| 29.03.1958 | Чемпионат СССР         | «Динамо» (Киев)    | «Спартак» (Москва) | 1:1          |
| 15.08.1958 | Чемпионат СССР         | «Спартак» (Москва) | «Динамо» (Киев)    | 3:22         |
| 06.10.1958 | Кубок СССР.1/8 финала  | «Динамо» (Киев)    | «Спартак» (Москва) | 0:4          |
| 08.11.1958 | Чемпионат СССР         | «Спартак» (Москва) | «Динамо» (Киев)    | 3:22         |
| 05.07.1959 | Чемпионат СССР         | «Спартак» (Москва) | «Динамо» (Киев)    | 0:1          |
| 15.08.1959 | Чемпионат СССР         | «Динамо» (Киев)    | «Спартак» (Москва) | 2:2          |
| 27.04.1960 | Чемпионат СССР         | «Спартак» (Москва) | «Динамо» (Киев)    | 0:1          |
| 07.07.1960 | Чемпионат СССР         | «Динамо» (Киев)    | «Спартак» (Москва) | 3:3          |
| 14.05.1961 | Чемпионат СССР         | «Спартак» (Москва) | «Динамо» (Киев)    | 2:0          |
| 08.07.1961 | Чемпионат СССР         | «Динамо» (Киев)    | «Спартак» (Москва) | 2:0          |
| 23.10.1962 | Чемпионат СССР         | «Спартак» (Москва) | «Динамо» (Киев)    | 2:1          |
| 18.11.1962 | Чемпионат СССР         | «Динамо» (Киев)    | «Спартак» (Москва) | 0:2          |
| 10.04.1963 | Чемпионат СССР         | «Динамо» (Киев)    | «Спартак» (Москва) | 2:1          |
| 28.06.1963 | Кубок СССР.1/8 финала  | «Спартак» (Москва) | «Динамо» (Киев)    | 1:0          |
| 14.09.1963 | Чемпионат СССР         | «Спартак» (Москва) | «Динамо» (Киев)    | 3:1          |
| 27.04.1964 | Чемпионат СССР         | «Спартак» (Москва) | «Динамо» (Киев)    | 1:1          |
| 08.09.1964 | Кубок СССР.1/2 финала  | «Спартак» (Москва) | «Динамо» (Киев)    | 0:0          |
| 09.09.1964 | Кубок СССР.1/2 финала  | «Спартак» (Москва) | «Динамо» (Киев)    | 2:3          |
| 12.09.1964 | Чемпионат СССР         | «Динамо» (Киев)    | «Спартак» (Москва) | 2:2          |
| 30.06.1965 | Чемпионат СССР         | «Динамо» (Киев)    | «Спартак» (Москва) | 0:0          |
| 28.08.1965 | Чемпионат СССР         | «Спартак» (Москва) | «Динамо» (Киев)    | 0:2          |
| 01.06.1966 | Чемпионат СССР         | «Динамо» (Киев)    | «Спартак» (Москва) | 1:0          |
| 16.09.1966 | Кубок СССР.1/4 финала  | «Динамо» (Киев)    | «Спартак» (Москва) | 4:1          |
| 20.09.1966 | Чемпионат СССР         | «Спартак» (Москва) | «Динамо» (Киев)    | 0:1          |
| 12.04.1967 | Чемпионат СССР         | «Динамо» (Киев)    | «Спартак» (Москва) | 1:0          |
| 04.11.1967 | Чемпионат СССР         | «Спартак» (Москва) | «Динамо» (Киев)    | 0:2          |
| 14.06.1968 | Чемпионат СССР         | «Спартак» (Москва) | «Динамо» (Киев)    | 3:3          |
| 28.06.1968 | Кубок СССР.1/16 финала | «Динамо» (Киев)    | «Спартак» (Москва) | 3:0          |
| 12.10.1968 | Чемпионат СССР         | «Динамо» (Киев)    | «Спартак» (Москва) | 1:0          |
| 23.08.1969 | Чемпионат СССР         | «Спартак» (Москва) | «Динамо» (Киев)    | 2:1          |
| 30.10.1969 | Чемпионат СССР         | «Динамо» (Киев)    | «Спартак» (Москва) | 0:1          |
| 18.04.1970 | Чемпионат СССР         | «Спартак» (Москва) | «Динамо» (Киев)    | 0:0          |
| 13.08.1970 | Чемпионат СССР         | «Динамо» (Киев)    | «Спартак» (Москва) | 0:1          |
| 20.05.1971 | Чемпионат СССР         | «Спартак» (Москва) | «Динамо» (Киев)    | 0:2          |
| 15.08.1971 | Чемпионат СССР         | «Динамо» (Киев)    | «Спартак» (Москва) | 3:2          |
| 15.05.1972 | Чемпионат СССР         | «Спартак» (Москва) | «Динамо» (Киев)    | 1:1          |
| 01.08.1972 | Чемпионат СССР         | «Динамо» (Киев)    | «Спартак» (Москва) | 4:1          |
| 02.05.1973 | Чемпионат СССР         | «Динамо» (Киев)    | «Спартак» (Москва) | 1:1 пен. 3:2 |
| 25.08.1973 | Чемпионат СССР         | «Спартак» (Москва) | «Динамо» (Киев)    | 2:1          |
| 23.05.1974 | Чемпионат СССР         | «Динамо» (Киев)    | «Спартак» (Москва) | 1:0          |
| 20.08.1974 | Чемпионат СССР         | «Спартак» (Москва) | «Динамо» (Киев)    | 2:0          |
| 22.08.1975 | Чемпионат СССР         | «Спартак» (Москва) | «Динамо» (Киев)    | 0:1          |
| 08.11.1975 | Чемпионат СССР         | «Динамо» (Киев)    | «Спартак» (Москва) | 3:1          |
| 18.04.1976 | Чемпионат СССР         | «Спартак» (Москва) | «Динамо» (Киев)    | 0:1          |
| 12.11.1976 | Чемпионат СССР         | «Динамо» (Киев)    | «Спартак» (Москва) | 3:1          |
| 28.04.1978 | Чемпионат СССР         | «Динамо» (Киев)    | «Спартак» (Москва) | 3:0          |
| 15.10.1978 | Чемпионат СССР         | «Спартак» (Москва) | «Динамо» (Киев)    | 0:2          |
| 02.05.1979 | Чемпионат СССР         | «Спартак» (Москва) | «Динамо» (Киев)    | 1:0          |
| 28.09.1979 | Чемпионат СССР         | «Динамо» (Киев)    | «Спартак» (Москва) | 0:2          |
| 16.05.1980 | Чемпионат СССР         | «Спартак» (Москва) | «Динамо» (Киев)    | 1:0          |
| 31.10.1980 | Чемпионат СССР         | «Динамо» (Киев)    | «Спартак» (Москва) | 2:0          |
| 22.03.1981 | Кубок СССР.1/4 финала  | «Спартак» (Москва) | «Динамо» (Киев)    | 3:0          |
| 14.06.1981 | Чемпионат СССР         | «Динамо» (Киев)    | «Спартак» (Москва) | 2:0          |
| 11.11.1981 | Чемпионат СССР         | «Спартак» (Москва) | «Динамо» (Киев)    | 1:2          |
| 27.07.1982 | Чемпионат СССР         | «Спартак» (Москва) | «Динамо» (Киев)    | 1:2          |
| 08.11.1982 | Чемпионат СССР         | «Динамо» (Киев)    | «Спартак» (Москва) | 1:2          |
| 11.06.1983 | Чемпионат СССР         | «Динамо» (Киев)    | «Спартак» (Москва) | 1:1          |
| 01.09.1983 | Чемпионат СССР         | «Спартак» (Москва) | «Динамо» (Киев)    | 0:0          |
| 23.06.1984 | Чемпионат СССР         | «Динамо» (Киев)    | «Спартак» (Москва) | 0:3          |
| 20.07.1984 | Чемпионат СССР         | «Спартак» (Москва) | «Динамо» (Киев)    | 3:1          |
| 28.05.1985 | Чемпионат СССР         | «Динамо» (Киев)    | «Спартак» (Москва) | 2:0          |
| 13.09.1985 | Кубок СССР.1/8 финала  | «Спартак» (Москва) | «Динамо» (Киев)    | 3:3 пен. 4:3 |
| 19.10.1985 | Чемпионат СССР         | «Спартак» (Москва) | «Динамо» (Киев)    | 1:2          |
| 27.04.1986 | Чемпионат СССР         | «Динамо» (Киев)    | «Спартак» (Москва) | 2:1          |
| 12.07.1986 | Чемпионат СССР         | «Спартак» (Москва) | «Динамо» (Киев)    | 1:0          |
| 10.05.1987 | Чемпионат СССР         | «Спартак» (Москва) | «Динамо» (Киев)    | 0:0          |
| 20.09.1987 | Чемпионат СССР         | «Динамо» (Киев)    | «Спартак» (Москва) | 0:1          |
| 27.03.1988 | Чемпионат СССР         | «Динамо» (Киев)    | «Спартак» (Москва) | 1:2          |
| 22.10.1988 | Чемпионат СССР         | «Спартак» (Москва) | «Динамо» (Киев)    | 1:0          |
| 15.04.1989 | Чемпионат СССР         | «Динамо» (Киев)    | «Спартак» (Москва) | 1:4          |
| 23.10.1989 | Чемпионат СССР         | «Спартак» (Москва) | «Динамо» (Киев)    | 2:1          |
| 06.05.1990 | Чемпионат СССР         | «Спартак» (Москва) | «Динамо» (Киев)    | 1:3          |
| 01.09.1990 | Чемпионат СССР         | «Динамо» (Киев)    | «Спартак» (Москва) | 3:1          |
| 01.07.1991 | Чемпионат СССР         | «Спартак» (Москва) | «Динамо» (Киев)    | 0:2          |
| 26.07.1991 | Чемпионат СССР         | «Динамо» (Киев)    | «Спартак» (Москва) | 2:3          |
| 14.09.1994 | Лига Чемпионов УЕФА    | «Динамо» (Киев)    | «Спартак» (Москва) | 3:2          |
| 23.11.1994 | Лига Чемпионов УЕФА    | «Спартак» (Москва) | «Динамо» (Киев)    | 1:0          |
| 13.08.2008 | Лига Чемпионов УЕФА    | «Спартак» (Москва) | «Динамо» (Киев)    | 1:4          |
| 27.08.2008 | Лига Чемпионов УЕФА    | «Динамо» (Киев)    | «Спартак» (Москва) | 4:1          |

1 Матч состоялся в Тбилиси.

2 Результат матча 15 августа 1958 года был аннулирован. Переигровка состоялась 8 ноября 1958 года.

### Неофициальные матчи
| Дата       | Турнир               | Хозяева            | Гости              | Счёт |
| 02.02.1997 | Кубок Содружества    | «Спартак» (Москва) | «Динамо» (Киев)    | 2:3  |
| 01.02.1998 | Кубок Содружества    | «Спартак» (Москва) | «Динамо» (Киев)    | 0:1  |
| 29.01.1999 | Кубок Содружества    | «Спартак» (Москва) | «Динамо» (Киев)    | 0:0  |
| 31.01.1999 | Кубок Содружества    | «Спартак» (Москва) | «Динамо» (Киев)    | 2:1  |
| 27.01.2002 | Кубок Содружества    | «Спартак» (Москва) | «Динамо» (Киев)    | 3:4  |
| 06.02.2006 | Кубка Первого канала | «Спартак» (Москва) | «Динамо» (Киев)    | 1:1  |
| 27.01.2007 | Кубка Первого канала | «Динамо» (Киев)    | «Спартак» (Москва) | 2:2  |
| 24.01.2008 | Кубка Первого канала | «Спартак» (Москва) | «Динамо» (Киев)    | 0:3  |
| 27.06.2013 | Объединённый турнир  | «Спартак» (Москва) | «Динамо» (Киев)    | 0:1  |
| 07.07.2013 | Объединённый турнир  | «Динамо» (Киев)    | «Спартак» (Москва) | 2:1  |